# ایندایاتوبا
یندایاتوبا (به پرتغالی: Indaiatuba) یک منطقهٔ مسکونی در برزیل است که در ایالت سائو پائولو واقع شده‌است. یندایاتوبا ۳۱۱٫۵۵ کیلومتر مربع مساحت و ۲۳۵٬۳۶۷ نفر جمعیت دارد و ۶۲۴ متر بالاتر از سطح دریا واقع شده‌است.